# Horisme clandestinata
Horisme clandestinata là một loài bướm đêm trong họ Geometridae.